# 萱野葵
萱野（桃瀬） 葵（かやの（ももせ） あおい、1969年 - ）は、日本の小説家。桃瀬葵は別名義。東京都生まれ。

## 経歴
上智大学卒業。1997年「叶えられた祈り」で第29回新潮新人賞受賞。『段ボールハウス・ガール』は2001年米倉涼子主演、松浦雅子監督で『ダンボールハウスガール』として映画化された。

## 著書
- 『段ボールハウスガール 』 新潮社、1999年。『ダンボールハウスガール』角川文庫
- 『ヤる女 』角川書店、2002年。
- 『ダイナマイト・ビンボー』角川文庫、2003年。
- 『非行少女を処刑しろ！！』集英社、2001年。（桃瀬葵名義）
- 『砂糖菓子の夏』青山出版社、 2001年。（桃瀬葵名義）
- 『ダイナマイト・ビンボー』角川文庫、2003年。
- 『遺書の書き方教えます』新潮社[小説新潮]1999年6月号
- 『SINRA』新潮社1998年7月号
- 『[大人の学習障害]と宣告されました－みんなにできて私だけできない』

朝日新聞社AERA2018年1月22日号
- 『40代のひきこもり「深い孤独」[将来は考えない助けも求めない]』

朝日新聞社AERA2018年4月23日号
- 『どこにでもいる誰でもなりうる[大人のひきこもりが社会に一歩を踏み出すまで]』

朝日新聞社AERA2018年7月2日号
- 『[ひきこもり小説家50歳の告白]精神状態を無痛にして生きている日々』

朝日新聞社AERAdot2019年7月31日配信
他
参照
NHK大阪「かんさい熱視線」
2020年2月14日放送『境界知能』出演